# 정세현 (1945년)
정세현(丁世鉉, 1945년 5월 7일~)은 대한민국의 외교학자 겸 교육인이자 정치인이다. 제29·30대 통일부 장관과 제11대 원광대학교 총장을 역임하였다.
1945년 만주국 싼장성 자무쓰에서 태어났다. 아버지가 젊었을 때 만주 변방의 자무쓰로 이주해서 한의원으로 자리를 잡고 있었고 정세현이 태어나고 두 달 뒤 광복이 되었다. 같은 해 9월 아버지의 고향인 전라북도 전주에 도착하였다. 중국에서 태어났고 아버지가 한의사여서 어렸을 때부터 한문에 친숙했으며 중국에 관심이 많았다. 1973년에 중국 고대 정치사상 연구(한비자 연구)로 석사학위를 받았고, 1977년에 이용희 교수가 국토통일원 장관이 돼서 뽑은 공산권 연구관 중 한 명으로 통일원에 들어간 것이 통일 관련 업무를 시작한 계기가 되었다. 1982년에 모택동 시대의 중국 외교에 대한 논문(모택동의 대외관 전개에 관한 연구)으로 박사학위를 받았다. 직업적인 전공은 남북관계지만, 학문적 전공은 중국 외교였다.
박정희 정부 시절인 1977년 국토통일원 공산권연구관실 연구원으로 특채되었다.
김영삼 정부 시절인 1995년 대통령비서실 통일 비서관 시절 '베이징 쌀회담'에서 능력을 발휘했다고 한다.
김대중 정부 시절인 1998년 통일부 차관으로서 비료 지원과 이산가족 문제를 연계한 차관급회담에 수석대표로 활동했다. 남북 당국간 회담만도 30여 차례가 넘었던 2002년에는 장관급회담 대한민국 측 수석대표로서 매끄럽게 업무를 수행했다는 평가를 받았다. 김대중 정부와 노무현 정부 시절 통일부 장관을 지냈다. 정세현이 통일부 장관으로 재임한 2002년부터 2004년까지는 남북 접촉이 가장 활발한 시기였는데, 남북대화만 95차례나 이어졌고 1971년 이래 남북 간에 체결된 143개 합의 가운데 73개가 정세현의 장관 재임기간에 이뤄졌다. 남북 관계에서 획기적 분수령으로 평가받던 개성공단이 그 중 하나다. 임기 중 2002년 9월 경의선 및 동해선 철도ㆍ도로 연결 재착공식이 치러졌으나 2020년 9월 현재까지 개통은 되지 않고 있다.
2018년 제3차 남북정상회담(2000년 제1차, 2007년 제2차)이 이뤄지면서 주목받기 시작해 TV 및 라디오 인터뷰에 자주 등장한다. 북한관련 뉴스가 있으면 종종 김어준의 뉴스공장에 출연한다. 추가로 2019년 여름부터 유튜브에서 정세현TV를 운영하고 있다.

## 학력
- 전주초등학교
- 경기중학교
- 경기고등학교
- 1967년: 서울대학교 외교학과 학사과정 입학
- 1971년: 학사학위 취득
- 1971년: 서울대학교 대학원 외교학과 석사과정 입학, 대학 조교
- 1973년: 국제정치 석사학위 취득
- 1975년: 서울대학교 대학원 외교학과 박사과정 입학
- 1982년: 국제정치 박사학위 취득

## 경력
- 1971년: 서울대학교 문리대학 조교
- 1977년 11월: 국토통일원 공산권연구관실 연구관[8]
- 1986년 2월: 국토통일원 대화운영부장
- 1986년 3월: 세종연구소 수석연구위원
- 1990년 3월: 세종연구소 기획조정실 실장
- 1991년 4월~1993년 4월: 민족통일연구원 부원장
- 1993년 5월~1996년 12월: 대통령비서실 통일 비서관
- 1996년 12월: 제3대 민족통일연구원 원장
- 1998년 3월: 제4대 민족통일연구원 원장
- 1998년 3월~1999년 5월: 제11대 통일부 차관
- 2001년 4월: 경희대학교 객원교수
- 2001년 5월~2002년 1월: 국가정보원장 특별보좌관(통일)[9]
- 2002년 1월~2003년 2월: 제29대 통일부 장관
- 2003년 2월~2004년 6월: 제30대 통일부 장관[6]
- 2004년 9월~2007년 8월: 이화여자대학교 석좌교수
- 2004년 9월~2010년 2월: 경남대학교 석좌교수
- 2004년 10월 ~: 평화협력원 이사장
- 2005년 2월~2009년 3월: 민족화해협력범국민협의회 대표상임의장
- 2006년 7월 ~: 김대중평화센터 부이사장[10]
- 2010년 12월~2014년 12월: 제11대 원광대학교 총장[11]
- 2015년 10월~2017년 9월: 한반도평화포럼 상임공동대표[12]
- 한겨레통일문화재단 이사장
- 2017년 9월: 한반도평화포럼 이사장
- 2018년 남북정상회담 원로자문단
- 2019년 9월~2021년 9월: 제18대 민주평화통일자문회의 수석부의장 (부총리 급)
- 2020년 11월 ~: 제2대 사단법인 한국통일협회 회장

## 저서
- 《모택동의 국제정치사상》. 형성사. 1984년. ISBN 2008289000481 {{isbn}}의 변수 오류: 유효하지 않은 ISBN.
- 《한국 통일문제의 현주소》(공저) 강광식, 이영일, 전현준 외 9명. 늘품플러스. 2009년. ISBN 978-89-93324-04-4
- 《정세현의 정세토크》. 서해문집. 2010년. ISBN 978-89-7483-450-0
- 《광장에서 길을 묻다》(공저). 동녘. 2011년. ISBN 978-89-7297-644-8
- 《정세현의 통일토크》. 서해문집. 2013년. ISBN 978-89-7483-610-8
- 《정세현의 외교토크》. 서해문집. 2016년. ISBN 9788974837907
- 《담대한 여정》. 메디치미디어. 2018년 8월 30일. ISBN 9791157061303(1157061303)

### 공저
- 정세현, 송민순, 이종석, 김준형, 김동엽, 박영자. 《한반도 특강》. 창비. 2018년 10월 10일. ISBN 9788936486310
- 정세현, 황재옥, 정청래. 《정세현 정청래와 함께 평양 갑시다》. 푸른숲. 2018년 12월 3일. ISBN 9791156757719
- 정세현, 박인규. 《판문점의 협상가 정세현 회고록 북한과 마주한 40년》. 박인규 대담 양장본 . 창비. 2020년 6월 5일 출간. ISBN 9788936486600, 8936486608  | 별도의 전자책 형태  출간일     2020년 6월 11일 (종이책 2020년 6월 5일 출간)  | 포맷용량  ePUB(34.29MB, ISBN 9788936409067)

## 상훈
- 1962년: 문교부장관상
- 1968년: 국회의장상
- 1978년: 통일원장관상
- 2002년: 청조근정훈장
- 2014년: 제16회 한겨레통일문화상[13]